# Paul Comenencia

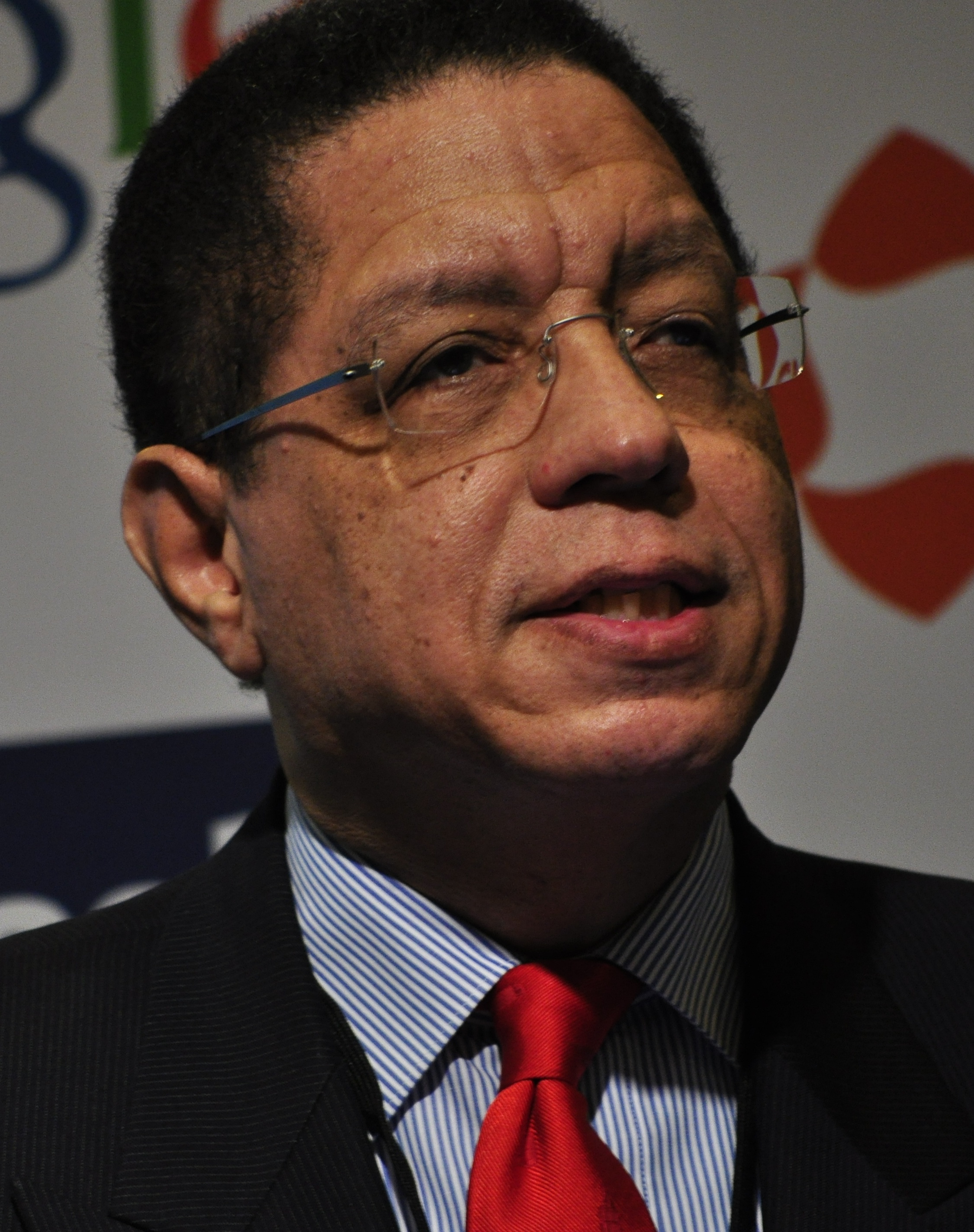
Comenencia in 2012

Paul Comenencia (Curaçao, 24 januari 1960) is lid van de Raad van State van het Koninkrijk, non-profit-bestuurder en toezichthouder, voormalig politicus en oud-diplomaat.

## Loopbaan
Hij studeerde communicatiewetenschap aan de Universiteit van Puerto Rico (Río Piedras), waar hij in 1982 'cum laude' zijn bachelor of arts-graad (B.A.) behaalde, en aan de American University te Washington, DC, alwaar hij in 1985 zijn masterstitel (M.A.) behaalde in Communicatie. Tien jaar later, in 1995, voltooide hij aan de Universiteit van Michigan te Ann Arbor ook de 'Executive Leadership Program', een leergang topmanagement voor bestuurders van grote bedrijven.
Tijdens en gedurende enkele jaren na zijn studie was hij werkzaam als redacteur en correspondent voor het dagblad Amigoe en de radiostations Curom/Z-86 en Radio Hoyer op Curaçao en voor de persbureaus CANA en Reuters.
Van 1988-2006 was hij, in verschillende functies, werkzaam bij de Kamer van Koophandel Curaçao, vanaf 1996 als directeur en secretaris, belast met de algemene leiding van de organisatie en ondersteuning van het bestuur in het ontwikkelen en onderhouden van externe contacten en de lobby voor de algemene belangen van het Curaçaose bedrijfsleven. Zowel ambtshalve als op persoonlijke titel was hij toezichthouder van diverse non-profitorganisaties en lid van adviescommissies en werkgroepen.

## Politiek en diplomatie
In juli 2004 legde hij zijn functie bij de Kamer van Koophandel neer om, op voordracht van de politieke partij PAR (Partido Antia Restrukturá), aanvankelijk, voor anderhalf jaar, in Den Haag de politiek-diplomatieke functie te gaan bekleden van gevolmachtigde minister van de Nederlandse Antillen. Van anderhalf jaar werden het er uiteindelijk vijf jaar. Vanaf 2006 combineerde hij zijn ministerschap ook met die van Antilliaanse delegatieleider bij het EU-LGO Forum, het jaarlijkse overleg van de Europese Commissie met bestuurders van de Landen en gebieden overzee (LGO) van de Europese Unie.
In juli 2009 nam hij zijn ontslag als gevolmachtigde minister om bij het Ministerie van Buitenlandse Zaken voor vier jaar aan de slag te gaan als consul-generaal in Brazilië, met als ambtsgebied de deelstaten Rio de Janeiro, Espírito Santo en Minas Gerais, en Rio de Janeiro als standplaats. In zijn laatste jaar in Rio was hij ook vice-deken van het Corps consulaire.

## Overige
Na zijn terugkeer uit Brazilië in 2013, was hij kort actief als zelfstandig adviseur, waarna hij, in 2014, een betrekking aanvaardde als senior adviseur van de commissaris van de Koning in de provincie Utrecht. In die functie nam hij, in voorkomende gevallen, ook de woordvoering namens de commissaris voor zijn rekening.
In 2015 stond hij voor de verkiezingen van de Eerste Kamer als nummer 14 op de kandidatenlijst van D66.

## Raad van State van het Koninkrijk
Op 6 juli 2018 werd hij, op voorstel van de Curaçaose regering, door de Rijksministerraad voorgedragen ter benoeming tot staatsraad van het Koninkrijk in de Raad van State van het Koninkrijk en op 29 augustus door koning Willem-Alexander beëdigd.

## Nevenfuncties
Comenencia heeft tijdens zijn loopbaan het dagelijks werk altijd gecombineerd met diverse nevenactiviteiten, sommige uit hoofde van zijn functie, andere op persoonlijke titel. Zo was hij, van 2014 tot en met 2020, voorzitter van de Stichting WeConnect en is hij sinds 2016 vice-voorzitter van de Stichting MoWIC.
In het verleden was hij onder andere:
- parttime docent Massacommunicatie aan de Universiteit van de Nederlandse Antillen
- lid van de adviesraad van de politieke pressiegroep Kousa Komun op Curaçao
- voorzitter van de raad van toezicht van het Instituut voor Pedagogische en Sociale Wetenschappen (IPSO), de Curaçaose onderwijzersopleiding
- Woordvoerder van de Pan-Amerikaanse regio in de in 2000 met steun van UNCTAD/WTO opgerichte World Trade Point Federation
- Vicevoorzitter van de Antillenwerkgroep van het OESO-Caribbean Rim Investment Initiative
- Lid van de raad van toezicht van het R.K. Centraal Schoolbestuur
- Lid-plaatsvervanger van de Raad van Beroep in ambtenarenzaken bij het Gemeenschappelijk Hof van Justitie van de Nederlandse Antillen en Aruba.

Sinds 1996 is hij actief in de Rotary en was van 2000-2001 voorzitter van de Rotary Club Curaçao en van 2017-2018 en 2022-2023 voorzitter van zijn huidige club, de Rotary Club Den Haag-Des Indes.

## Onderscheidingen
Voor zijn verdiensten als gevolmachtigde minister van de Nederlandse Antillen, werd Comenencia in november 2010 door H.M. Koningin Beatrix benoemd tot Officier in de Orde van Oranje-Nassau.
Ook is hij drager van: het grootkruis van verdienste in de Orde van Bernardo O’Higgins (Chili), het grootkruis van verdienste ('companion') in de Orde van de Volta (Ghana) en het grootkruis van verdienste in de Orde van de Poolster (Zweden).

## Privé
Paul Comenencia is gehuwd en heeft twee dochters.

## Publicaties
- Verdeeld koninkrijk. Pleidooi voor nieuw elan in koninkrijksrelaties Eburon, 2020. (ISBN 9789463012904)
- Nora su kas di pòpchi, Een poppenhuis of A Doll's House, Papiamentse bewerking van het in 1879 uitgebrachte theaterstuk van Henrik Ibsen. In eigen beheer uitgegeven, 2016. ISBN 978-90-825425-1-6
- Nos Baluartenan, Papiamentse bewerking van het in 1877 uitgebrachte theaterstuk The Pillars of Society (Engelse vertaling) van Henrik Ibsen. In eigen beheer uitgegeven, 2016. ISBN 978-90-825425-0-9
- Holokousto, durante i despues (bundel van 24 gedichten, oorspronkelijk door Moshé Liba in het Hebreeuws geschreven en met zijn medewerking naar het Papiaments vertaald). Fundashon pa Planifikashon di Idioma, 2009 (ISBN 978-99904-2-284-9)